# استاکتن (کانزاس)
استاکتن (به انگلیسی: Stockton) شهری در ایالت کانزاس کشور ایالات متحده آمریکا است که جمعیت آن در سرشماری سال ۲۰۱۰ میلادی، ۱٬۳۲۹ نفر بوده‌است.